# Tom Thacker (musicista)
Thomas William Thacker, conosciuto semplicemente come Tom Thacker (Langley, 11 aprile 1973), è un cantante e chitarrista canadese.
È il cantante e frontman del gruppo pop punk canadese Gob, sotto contratto con l'Arista Records. 
Dopo l'abbandono di Dave Baksh dai Sum 41 nel 2006, è stato chiamato dalla band di Ajax per essere il chitarrista del gruppo nei concerti, per poi diventare membro ufficiale nel 2011. Sino ad ora con la band ha contribuito alla sola scrittura del brano Screaming Bloody Murder, dell'omonimo album del 2011.

## Discografia

### Con i Gob
Album in studio
- 1995 – Too Late... No Friends
- 1998 – How Far Shallow Takes You
- 2001 – The World According to Gob
- 2003 – Foot in Mouth Disease
- 2007 – Muertos Vivos
- 2014 – Apt. 13

### Con i Sum 41
Album in studio
- 2016 – 13 Voices
- 2019 - Order in Decline

Album dal vivo
- 2011 – Live at the House of Blues: Cleveland 9.15.07